# لوري هرنانديز
لورين زوي «لوري» هرنانديز (بالإنجليزية: Laurie Hernandez)‏ (ولدت في 9 يونيو 2000) لاعبة جمباز أمريكية مثلت فريق الجمباز الأمريكي للسيدات في الألعاب الأولمبية الصيفية 2016، فازت بالميدالية الذهبية في منافسات الفرق ووعلى المستوى الفردي فازت الميدالية الفضية على عارضة التوازن. ثم أخذت استراحة من الجمباز وعادت للتدريب في أواخر عام 2018 لكسب مكان في فريق الألعاب الأولمبية الصيفية 2020، لكنها لم تتأهل للتجارب الأولمبية.
انضمت هيرنانديز لأول مرة إلى فريق الجمباز الوطني الأمريكي في عام 2013 وبدأت في المنافسة في المسابقات الدولية في نفس العام. بعد غيابها عن موسم 2014 بسبب الإصابة، فازت بلقب الجمباز الشامل للناشئين في بطولة الولايات المتحدة عام 2015. بالإضافة إلى الفوز بالميدالية الذهبية الأولمبية، وفازت بالميداليات الذهبية للفريق في كأس مدينة جيسولو لعام 2016 وبطولة الجمباز في منطقة المحيط الهادئ عام 2016.
بخلاف الجمباز، ظهرت هيرنانديز في الموسم الثالث والعشرين من برنامج الرقص مع النجوم في عام 2016، حيث فازت بالمسابقة مع شريكها فالنتين تشميركوفسكي. استضافت هيرنانديز الموسم الأول من برنامج أمريكان نينجا واريور جونيور كمراسلة في الملعب ولعبت دور فاليريا في المسلسل المتحرك الصغير أباطرة المدارس المتوسطة على قناة نيكلوديون. هي مؤلفة كتابين، (بالإنجليزية: I Got This: To Gold and Beyond)‏، وهو كتاب من أكثر الكتب مبيعًا في نيويورك تايمز، في عام 2018 نشرت كتابًا مشابهًا للأطفال بعنوان (بالإنجليزية: She's Got This)‏، مع رسوم توضيحية من قب الرسامة نينا ماتا.

## روابط خارجية
- لوري هرنانديز على موقع IMDb (الإنجليزية)
- لوري هرنانديز على موقع قاعدة بيانات الفيلم (الإنجليزية)
- لوري هرنانديز على موقع الاتحاد الدولي للجمباز (licence) (الإنجليزية)
- لوري هرنانديز على موقع الاتحاد الدولي للجمباز (biography) (الإنجليزية)
- لوري هرنانديز على موقع الاتحاد الأمريكي للجمباز (الإنجليزية)
- لوري هرنانديز على موقع أوليمبيديا (الإنجليزية)
- USA Gymnastics Profile

| أيقونة بذرة | هذه بذرة مقالة عن لاعب جمباز أمريكي بحاجة للتوسيع. فضلًا شارك في تحريرها. |